# Sigvards Kļava
Sigvards Kļava (Riga, 29 novembre 1962) est un chef de chœur letton. 

## Biographie
Sigvards Kļava commence sa carrière au Chœur de la Radio lettone en 1987 et en 1992 en est nommé le chef principal et directeur artistique. Il travaille également avec de nombreux autres grands chœurs et orchestres lettons et a dirigé la plupart des créations d'œuvres chorales des compositeurs lettons contemporains.
La discographie de Sigvards Kļava avec le chœur de la radio lettone, dépasse les vingt disques et comprend notamment les œuvres de Rachmaninov et Pēteris Vasks. Il a été chef principal de plusieurs festivals de chant nordique et en Lettonie et un des fondateurs du festival ARENA de musique contemporaine. Il est également professeur à l'académie de musique et chef de l'école de chorale de la Cathédrale protestante de Riga.
Kļava a reçu le Grand prix de la musique et le prix du cabinet des ministres de Lettonie.

## Discographie
- Musica Sacra : Franck, Saint-Saëns, Gounod, Bruckner, Dupré, Alain, Vitols - Chœur de la Radio lettone (1989/1996, Campion Records RRCD 1341) (OCLC 39217770)
- Rachmaninov, Les Vêpres - Chœur de la Radio lettone (mai 2011, SACD Ondine) (OCLC 906564349)
- Pēteris Vasks, Plainscapes - Chœur de la Radio lettone (2011 Ondine ODE 1194-2) (OCLC 871484511)
- Einojuhani Rautavaara, Missa a cappella, et autres œuvres sacrées - Chœur de la Radio lettone (10/14-15 janvier et 11-12 février 2013, Ondine)[3] (OCLC 849518130)
- Valentyn Sylvestrov, Œuvres chorales sacrées - Chœur de la Radio lettone (27-28 février et 14-15 avril 2015, SACD Ondine) (OCLC 923156293)
- Arvo Pärt, Da pacem Domine (22-25 février 2016, Ondine) (OCLC 959954511)

À l'opéra
- Édouard Lalo, Fiesque, Roberto Alagna (ténor, Fiesque), Michelle Canniccioni (soprano, Léonore), Béatrice Uria-Monzon, (mezzo-soprano, Julie) [et al.], Chœur de la Radio lettone, Sigvards Kļava (chef de chœur), Orchestre national de Montpellier Languedoc-Roussillon, Alain Altinoglu (direction), Opéra Berlioz Le Corum (27 juillet 2006, Deutsche Grammophon 476 454-7) (OCLC 780272689)